# Mountain Music (album)
Albums de Alabama
Feels So Right
(1981) The Closer You Get...
(1983)
Mountain Music (1982) est un album du groupe de country rock américain, Alabama.
L'album a été classé no 1 au Billboard en 1982 dans la catégorie albums country. Trois titres ont été bien classés au Billboard : Mountain Music, Take Me Down et Close Enough to Perfect.
Green River est une reprise d'une chanson du Creedence Clearwater Revival.

## Titres de l’album
| No  | Titre                    | Auteur                                    | Durée |
| --- | ------------------------ | ----------------------------------------- | ----- |
| 1.  | Mountain Music           | Randy Owen                                | 4:08  |
| 2.  | Close Enough to Perfect  | Carl Chambers                             | 3:35  |
| 3.  | Words at Twenty Paces    | Hugh Moffatt                              | 3:54  |
| 4.  | Changes Comin' On        | Buddy Cannon, Jimmy Darrell, Dean Dillon  | 6:52  |
| 5.  | Green River              | John Fogerty                              | 2:51  |
| 6.  | Take Me Down             | Mark Gray, J.P. Pennington                | 3:44  |
| 7.  | You Turn Me On           | Teddy Gentry, Randy Owen                  | 3:10  |
| 8.  | Never Be One             | Teddy Gentry                              | 2:47  |
| 9.  | Lovin' You Is Killin' Me | Jeff Cook                                 | 3:01  |
| 10. | Gonna Have a Party       | Bruce Channel, Cliff Cochran, Kieran Kane | 4:09  |

## Musiciens
- Randy Owen (chant, guitare)
- Teddy Gentry (chant, guitare basse)
- Jeff Cook (chant, guitare)
- Mark Herndon (batterie et percussions)
- Hayword Bishop (batterie)
- Mark Casstevens (chant, guitare)
- David Hanner (guitare)
- David Humphreys (batterie)
- George Jackson (guitare)
- Jerry Kroon (batterie)
- Rodger Morris (claviers)
- Roger Morris (claviers)
- Fred Newell (guitare)
- Larry Paxton (guitare basse)
- William Rainsford (claviers)
- Dale Sellers (guitare)
- Walter Smith (guitare basse)
- Bruce Watkins (banjo, violon)